# Wiloatma liepai
Wiloatma liepai är en insektsart som beskrevs av Webb 1983. Wiloatma liepai ingår i släktet Wiloatma och familjen dvärgstritar. Inga underarter finns listade i Catalogue of Life.